# École supérieure de commerce de Rennes
Rennes School of Business (École supérieure de commerce de Rennes) es una grande école francesa de management, creada en 1990.
La escuela está ubicada en el barrio Beauregard en Rennes, frente a la Chambre de Commerce et d'Industrie Rennes Bretagne. Rennes School of Business tiene el estatus de asociación de tipo loi 1901.
En diciembre de 2014, se convierte en la 11° escuela francesa en obtener la triple acreditación otorgada por EQUIS, AACSB y AMBA.

## Historia
Rennes School of Business fue creado como institución de educación superior y de investigación en management en 1990. Se une a la Conférence des Grandes Écoles en 1998.
En 2010, Rennes School of Business abre su Campus 2 y su Campus 3 a partir de 2014. En 2013, la École Supérieure de Logistique Industrielle (ESLI), que ofrece formaciones en logística se une al grupo ESC Rennes.En septiembre de 2021 se inauguró un nuevo campus en el distrito 9 de París.
La escuela se destaca por su internacionalización, el 85% de sus profesores y el 55% de los estudiantes son internacionales. Además, el 33% de sus egresados trabajan en el exterior y la mayoría de los programas de la escuela se dictan en inglés.

## Funcionamiento

### Ranking
En el ranking 2014 del Financial Times, ESC Rennes obtuvo el puesto 23 en la categoría de diplomas de Master en management.
ESC Rennes obtiene el puesto 10, junto con SKEMA Business School y KEDGE Business School en el ranking de l’Étudiant en noviembre de 2015.  En el ranking Palmarès des Grandes Écoles de commerce de l’Étudiant 2016, obtuvo el 1° puesto en la categoría « Apertura internacional ».

### Acreditaciones
Rennes School of Business es miembro de la Conférence des grandes écoles. La escuela obtevu la acreditación EPAS en 2008. También obtuvo fue acreditada por AACSB en 2012 y por AMBA en 2013. En diciembre de 2014, se convierte en la 11° escuela francesa con la triple acreditación EQUIS, AACSB et AMBA.

## Programas
Rennes School of Business ofrece una amplia gama de programas, desde la licenciatura hasta el doctorado:.
- Bachelor in Management (BiM)
- 7 programas de máster especializados
  - Master in Digital Marketing Management (DMM)
  - Master in International Finance (IF)
  - Master in International Business, Negotiation & Geopolitics (IBNG)
  - Master in Culture, Creative and Luxury Industries (CCLI)
  - Master in Data Analytics, Intelligence & Security (DAIS)
  - Master in Logistics and Supply Chain Management (LSCM)
  - Master 2 in Strategic Management of Transitions (STM)
- Master in Management (Programme Grande École)
- Master of Science in International Management
- International MBA (iMBA)

- PhD (programas a tiempo completo en Rennes, Francia, en cooperación con el University College de Dublín y la Universidad de Ámsterdam)
- Global Doctor of Business Administration (GDBA) (programa a tiempo parcial para ejecutivos en China, Brasil y Francia).
- Executive MBA

- Sustainable Executive MBA Paris

## Vida estudiantil

### Número de estudiantes
| 2001 | 2007 | 2010 | 2011 | 2014 | 2015 | 2016 | 2017 | 2021 |
| ---- | ---- | ---- | ---- | ---- | ---- | ---- | ---- | ---- |
| 800  | 1200 | 2341 | 2802 | 3851 | 4048 | 4330 | 4513 | 5000 |

### Las asociaciones
ESC Rennes cuenta con 25 asociaciones estudiantiles.